# Тибори-Ушинські
Тибори-Ушинські (пол. Tybory Uszyńskie) — село в Польщі, у гміні Кулеше-Косьцельне Високомазовецького повіту Підляського воєводства.
Населення — 60 осіб (2011).
У 1975-1998 роках село належало до Ломжинського воєводства.

## Демографія
Демографічна структура станом на 31 березня 2011 року:
|          | Загалом | Допрацездатний вік | Працездатний вік | Постпрацездатний вік |
| -------- | ------- | ------------------ | ---------------- | -------------------- |
| Чоловіки | 31      | 9                  | 21               | 1                    |
| Жінки    | 29      | 8                  | 16               | 5                    |
| Разом    | 60      | 17                 | 37               | 6                    |